# 이등분
이등분(二等分)은 기하학에서 선분 또는 각을 합동인 두 개의 부분으로 나누는 것이다. 어떤 선분을 이등분하는 선은 이등분선이라고 불린다.

## 선분
어떤 선분의 이등분선은 그 선분의 중점을 지나간다. 이등분선 중 선분과 수직으로 만나는 것은 수직이등분선이라고 한다.

### 작도

선분의 수직이등분선 작도 방법. 빨간색 직선은 검은색 선분의 수직이등분선이다.

어떤 선분의 수직이등분선을 작도하는 방법은 다음과 같다. 선분의 양 끝에서 반지름의 길이가 같은 원호를 두 개 그린다. 이 때 호의 반지름은 선분의 길이의 반보다 커야 하며, 중심각은 두 호가 두 점에서 만날 수 있을 정도로 커야 한다. 두 호의 교점 둘을 잇는 직선이 선분의 수직 이등분선입니다앙

### 예
- 어떤 직사각형 또는 평행사변형의 대각선은 서로를 이등분한다.
- 어떤 정사각형 또는 마름모의 대각선은 서로를 수직이등분한다.